# 스코푸스산
스코푸스산(Mount Scopus, 히브리어: הַר הַצּוֹפִים)은 예루살렘의 동북부에 있는 산이다. 해발 826m.
1948년부터 1967년 사이에는 요르단이 점령한 서안(西岸)지구 내에 위치해 있으면서도 UN의 보호 아래 있는 이스라엘의 월경지였다.
예루살렘 히브리 대학교, 하사다 병원 등이 있다.

## 사진

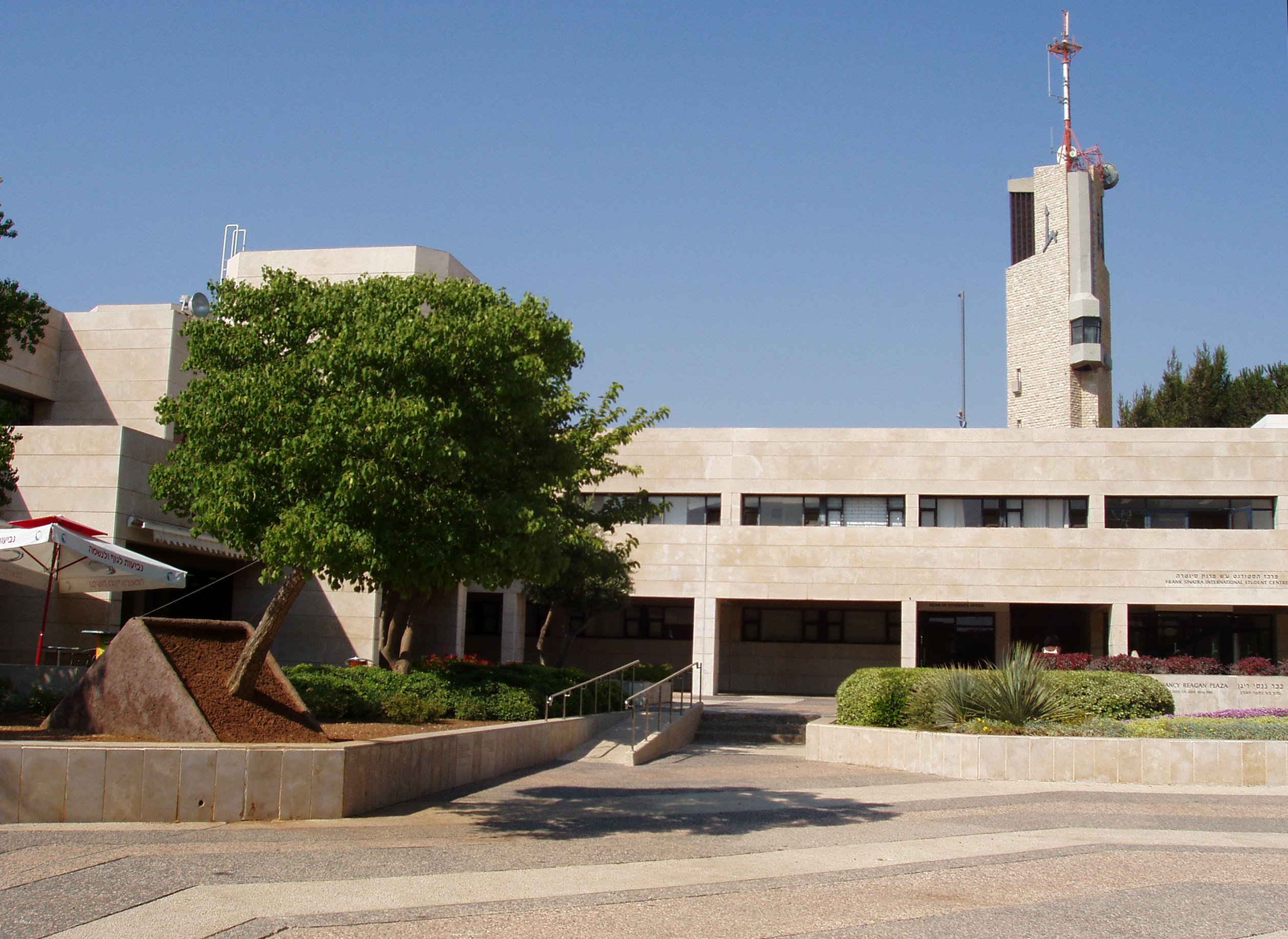
예루살렘 히브리 대학교
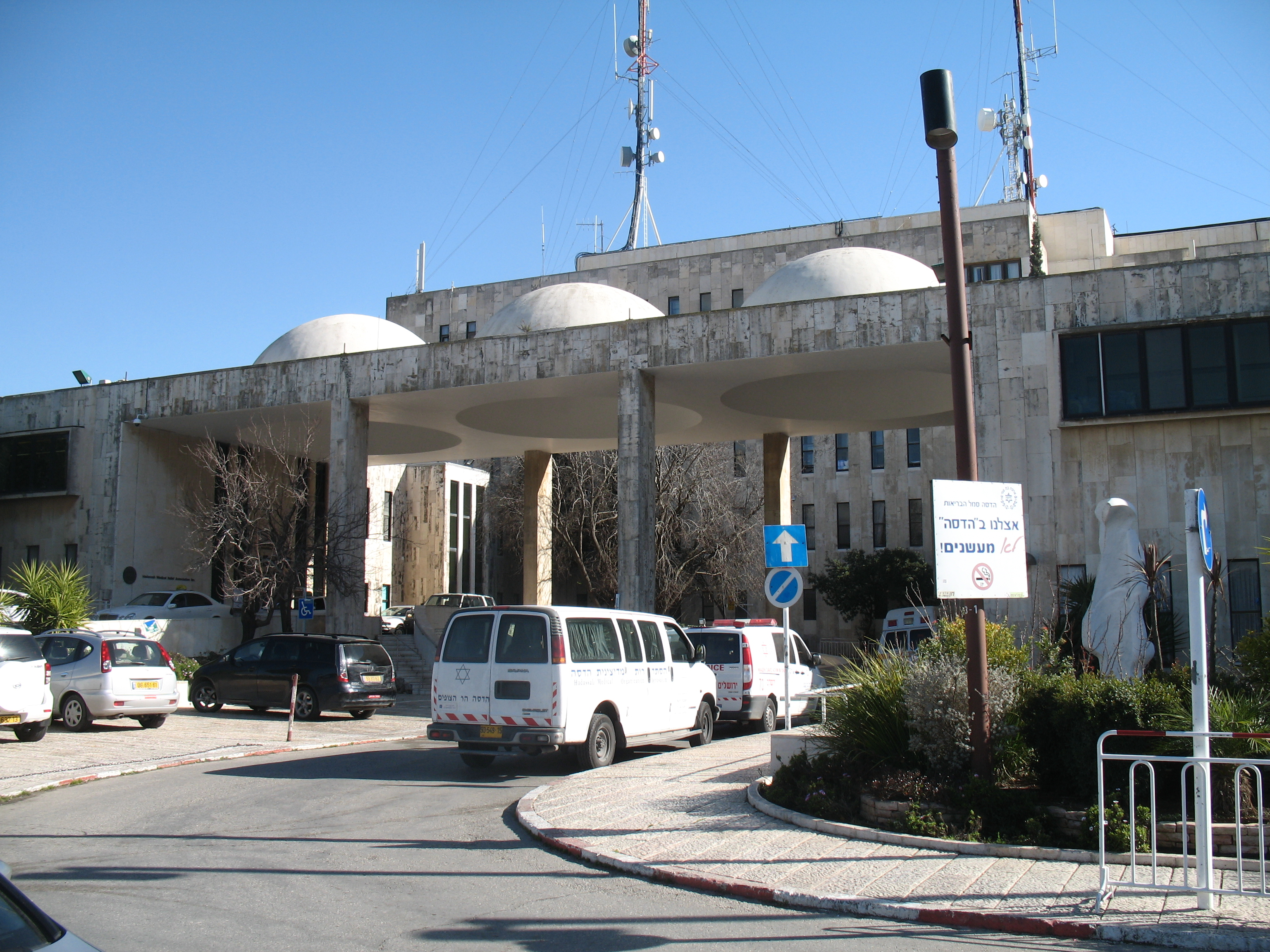
병원 - 스코푸스 산
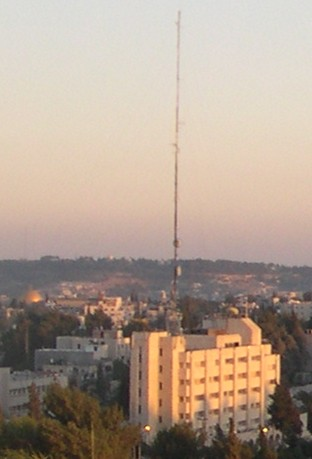
이스라엘 경찰 국가 본부
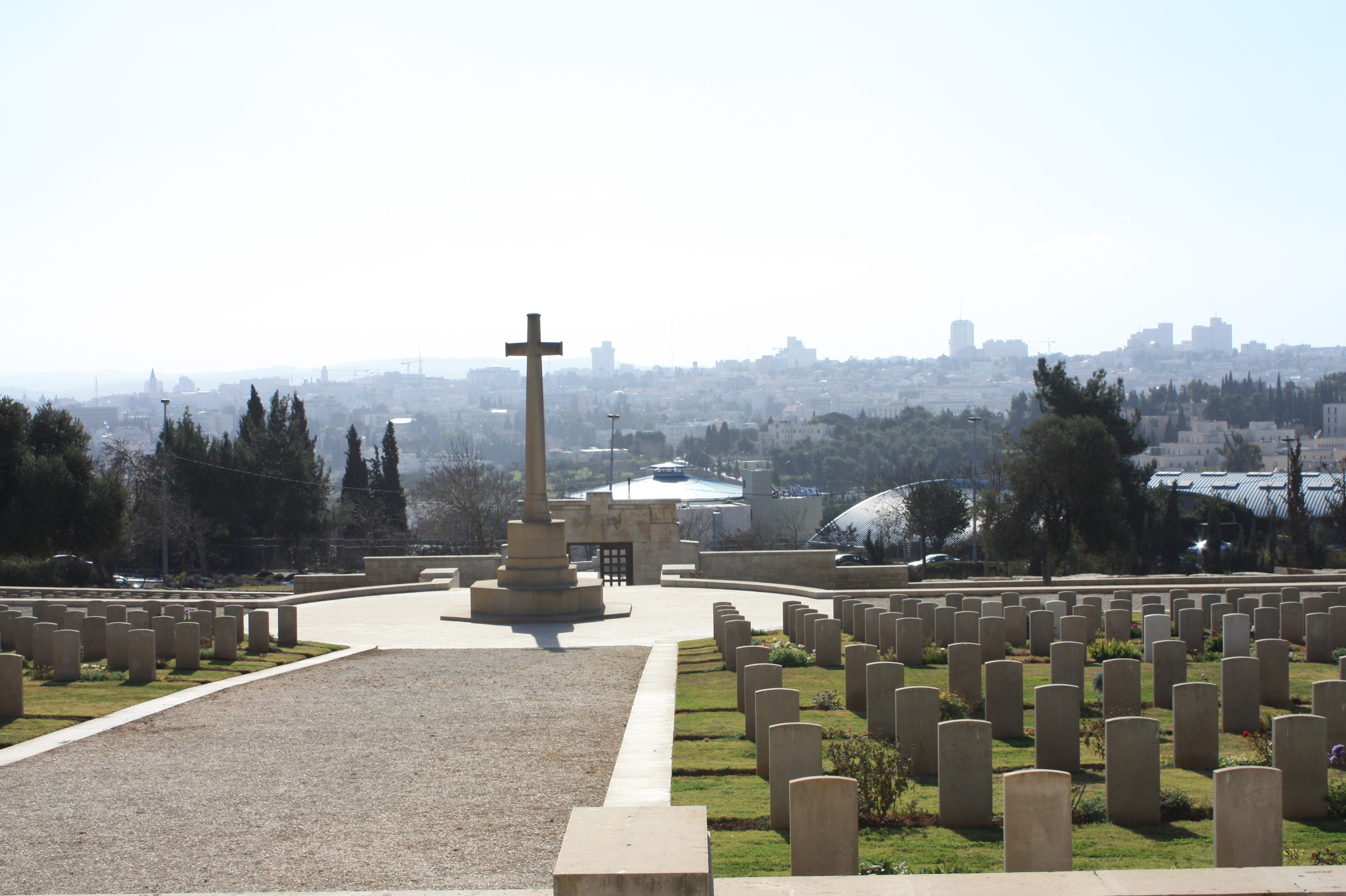
예루살렘 영국 전쟁 묘지
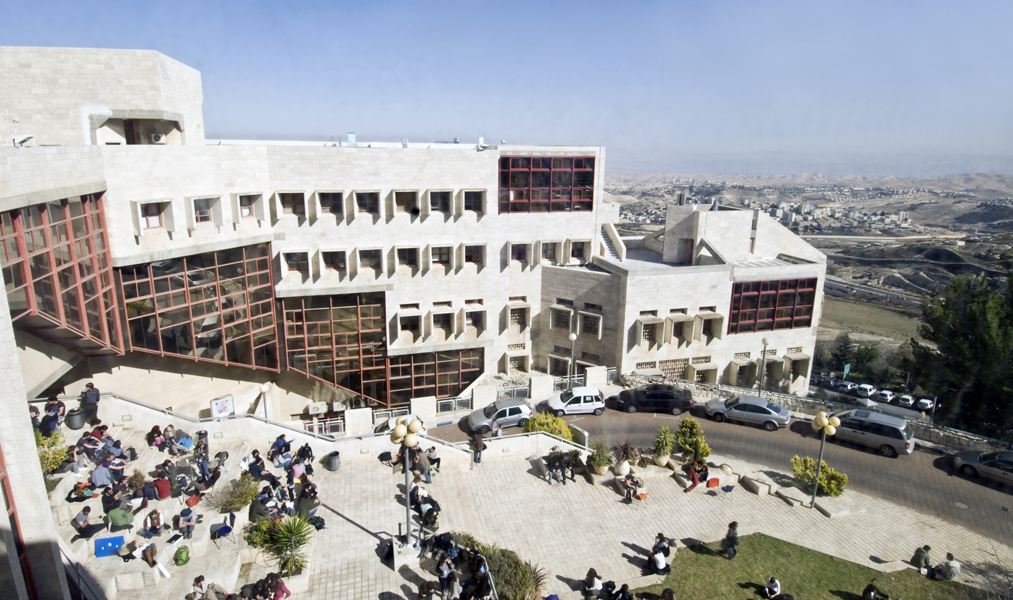
브살렐 미술 및 디자인 아카데미 - 예술과 이스라엘의 디자인의 국가 아카데미
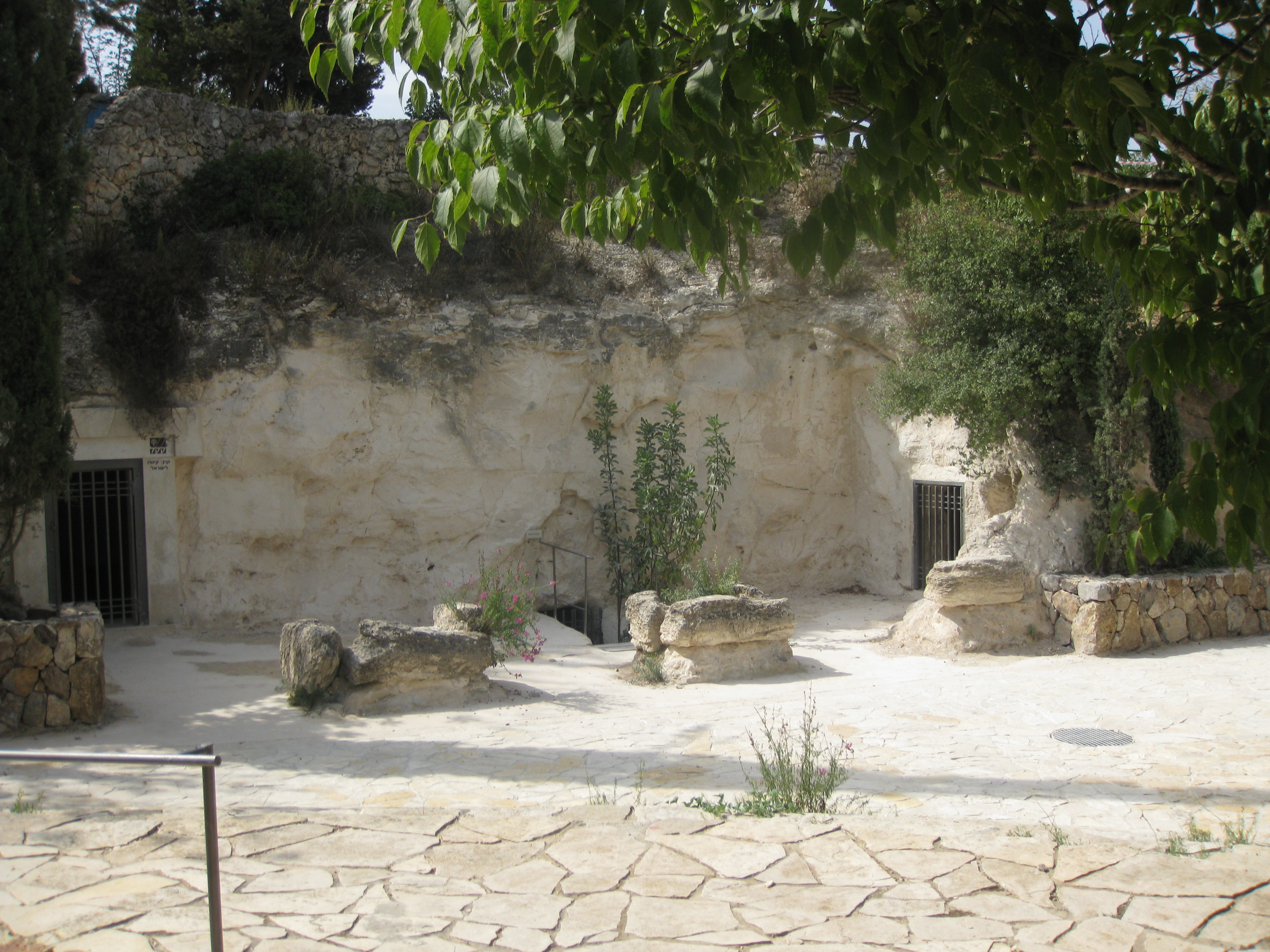
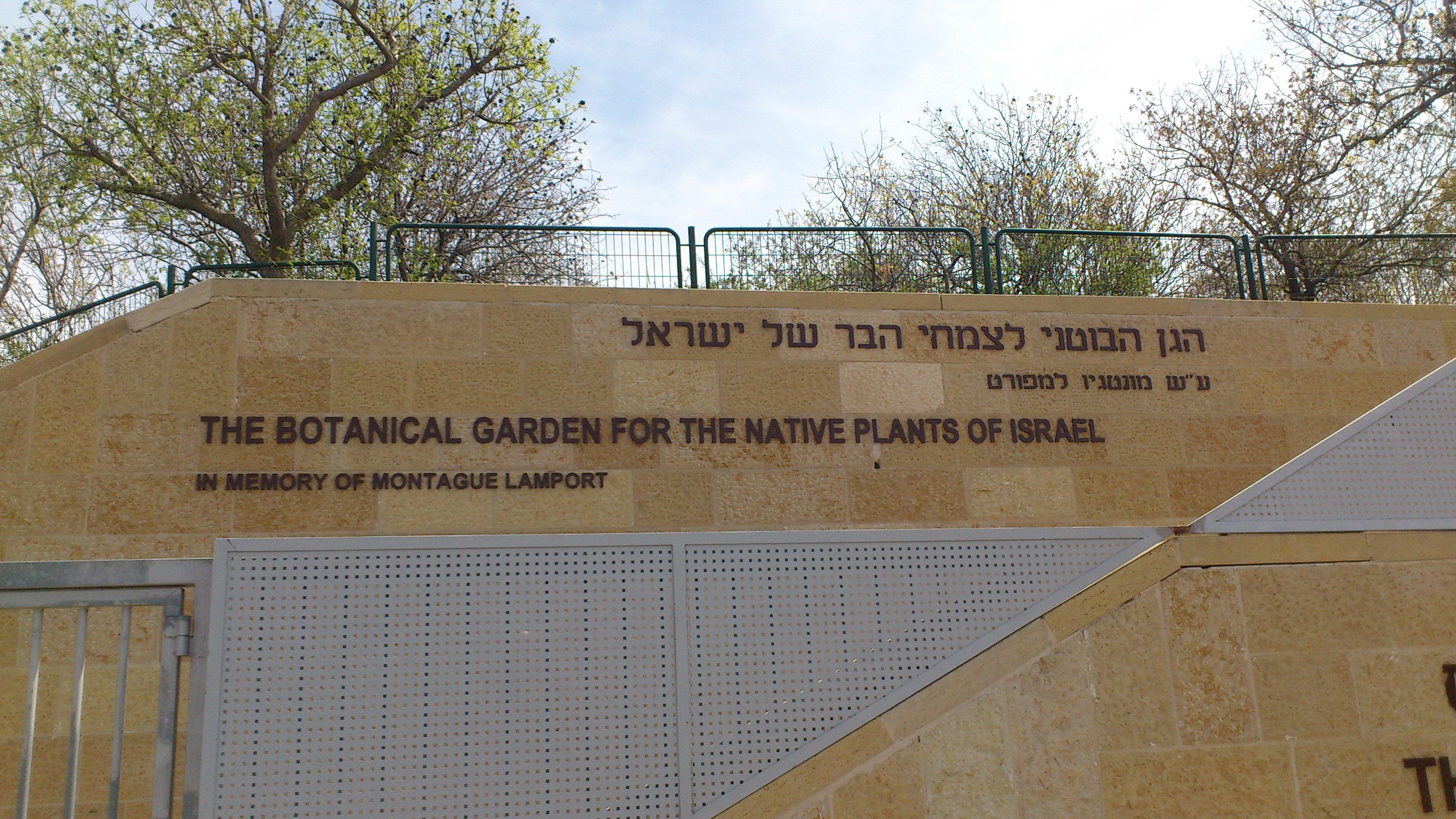
이스라엘 국립 식물원
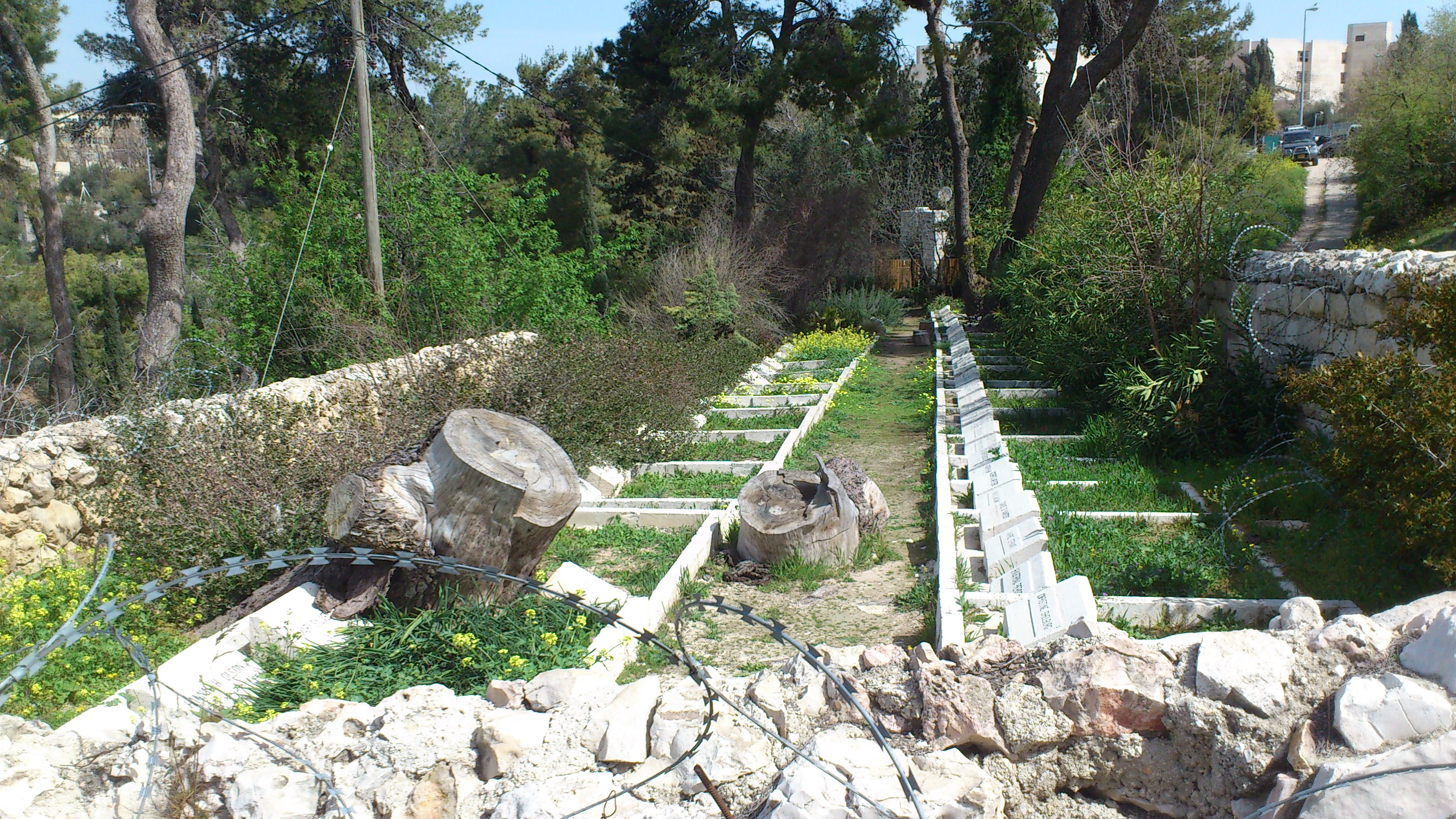
예루살렘 미국의 식민지 묘지
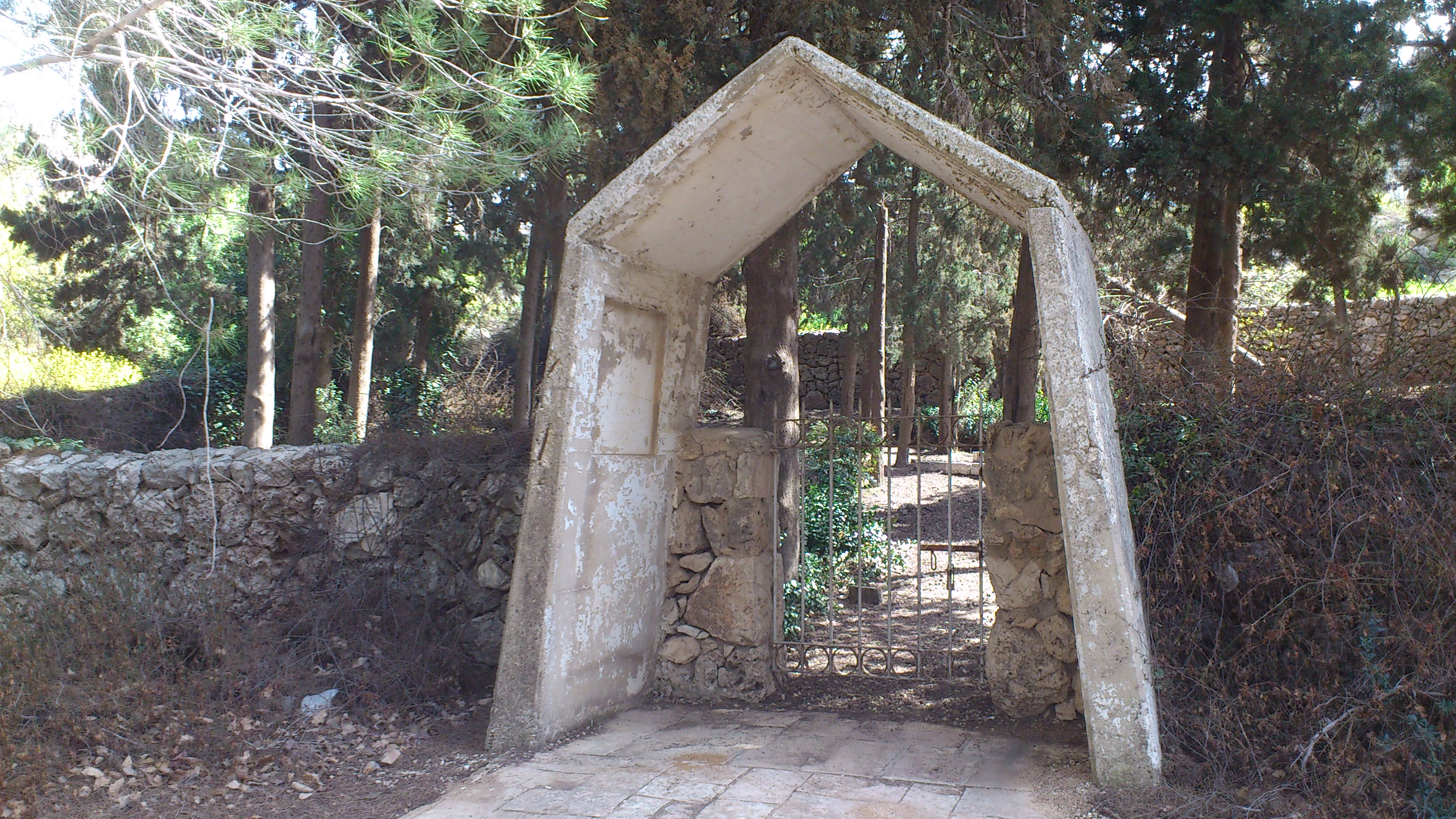

## 같이 보기
- 제1차 중동 전쟁
- 제3차 중동 전쟁